# 驾驶舱
駕駛艙（英語：Cockpit），是飞行员控制飛機的座艙，通常位於一架飛機的前端。除了早期的部分飛機，如今大部分飛機的駕駛艙采用密閉式的設計。
飛機駕駛艙內一般安裝有各類飛行儀表和飛機控制系統。大部分的民航飛機，其駕駛艙和乘客的座艙之間由驾驶舱舱门隔開，一般為雙人座，左側為機長，右側為副駕駛。2001年9月11日九一一恐怖襲擊事件發生後，大部分航空公司对舱门进行加固，以應對劫機等意外事件的發生。
值得一提的是，貨機駕駛艙與客機駕駛艙不同的是在於駕駛艙與後艙間的門，由於貨機駕駛艙後方為貨艙（747貨機則為正副機師組員休息室），機上只有正副機師2至4名，因此只需隔簾即可。客機駕駛艙則須應對劫機等意外事件，因此駕駛艙門需嚴密的防護結構（如：防彈鋼板、密碼鎖、監視錄影系統、機電通話系統等）。

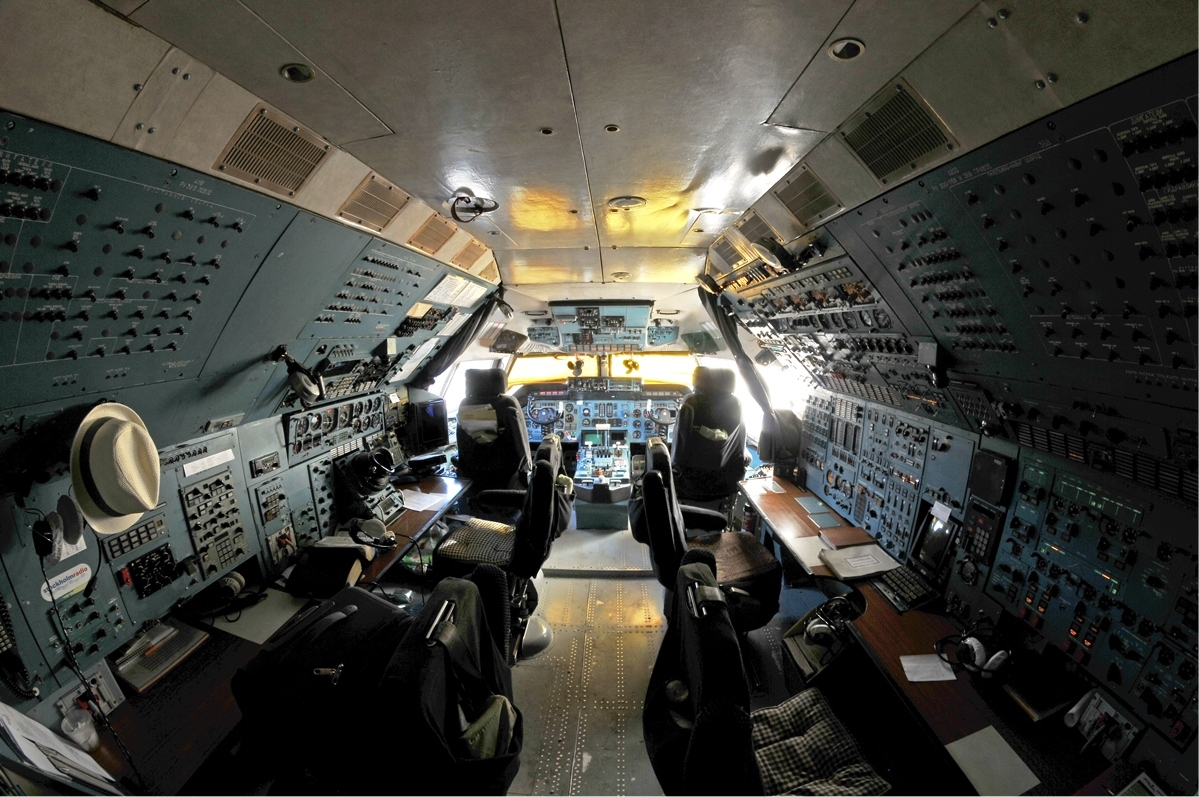
一架安-124運輸機的駕駛艙

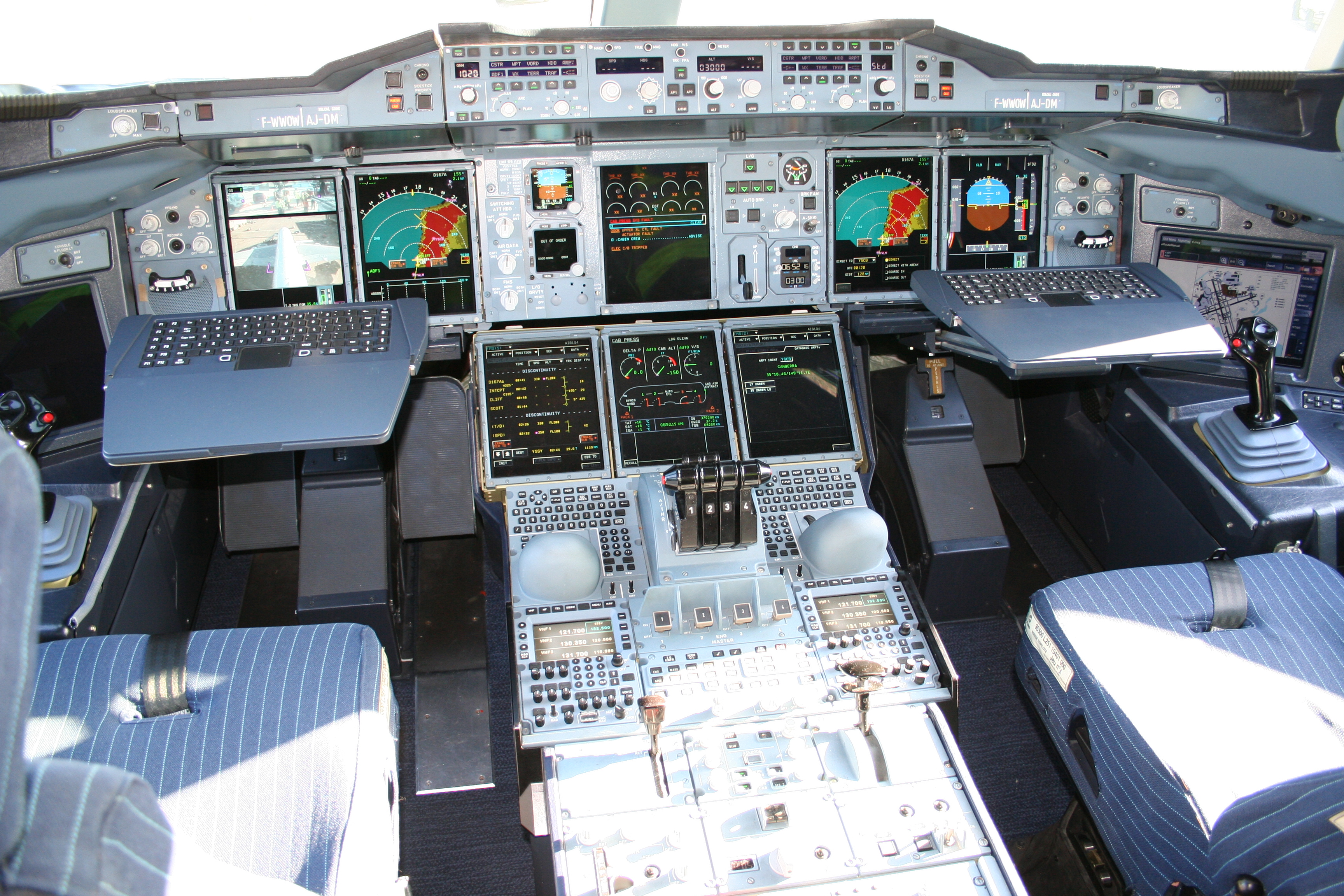
A380的駕駛艙。大部分的空中巴士客機均採用了玻璃座艙以及線傳飛控的設計

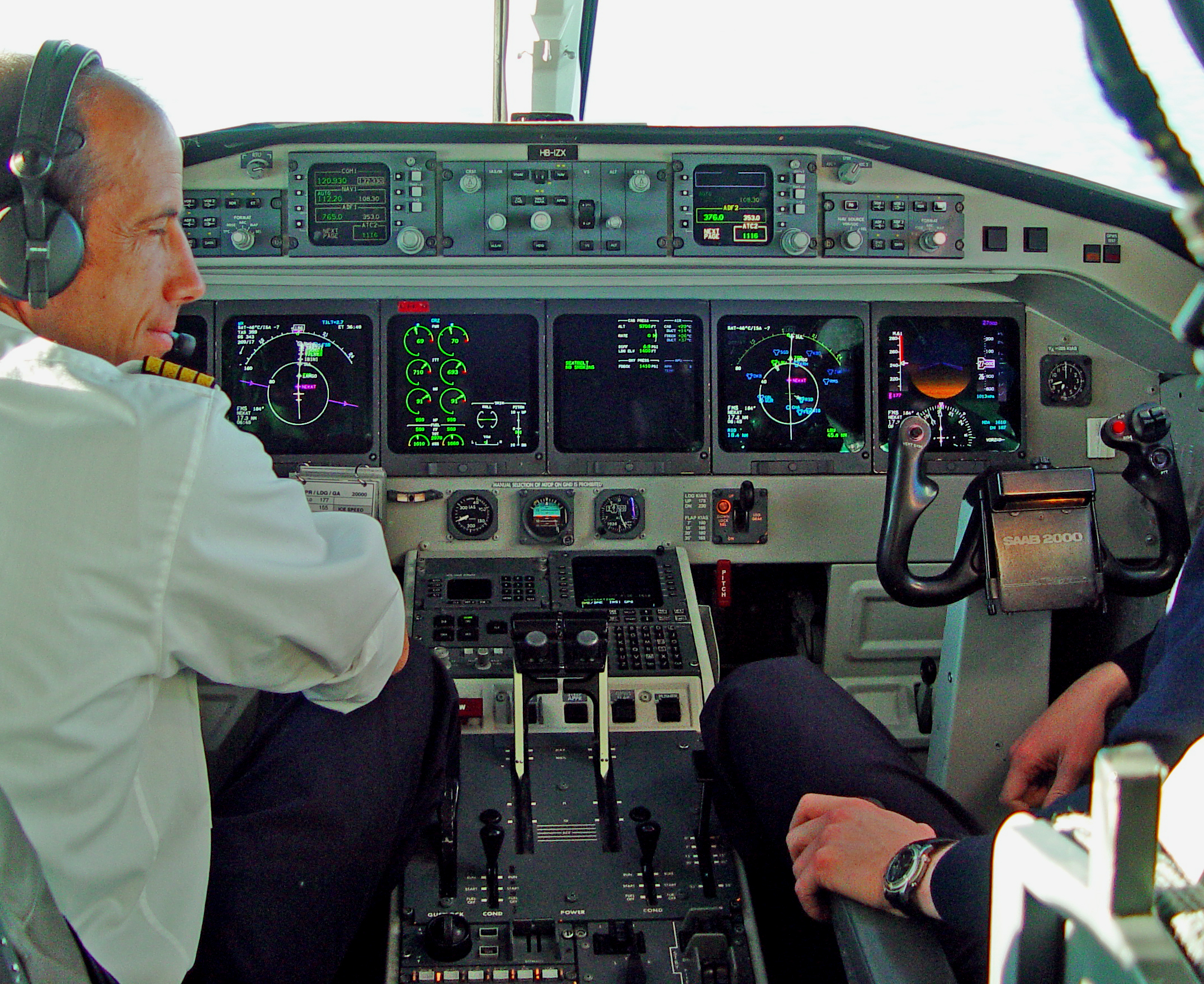
一架飛行中的薩博2000駕駛艙

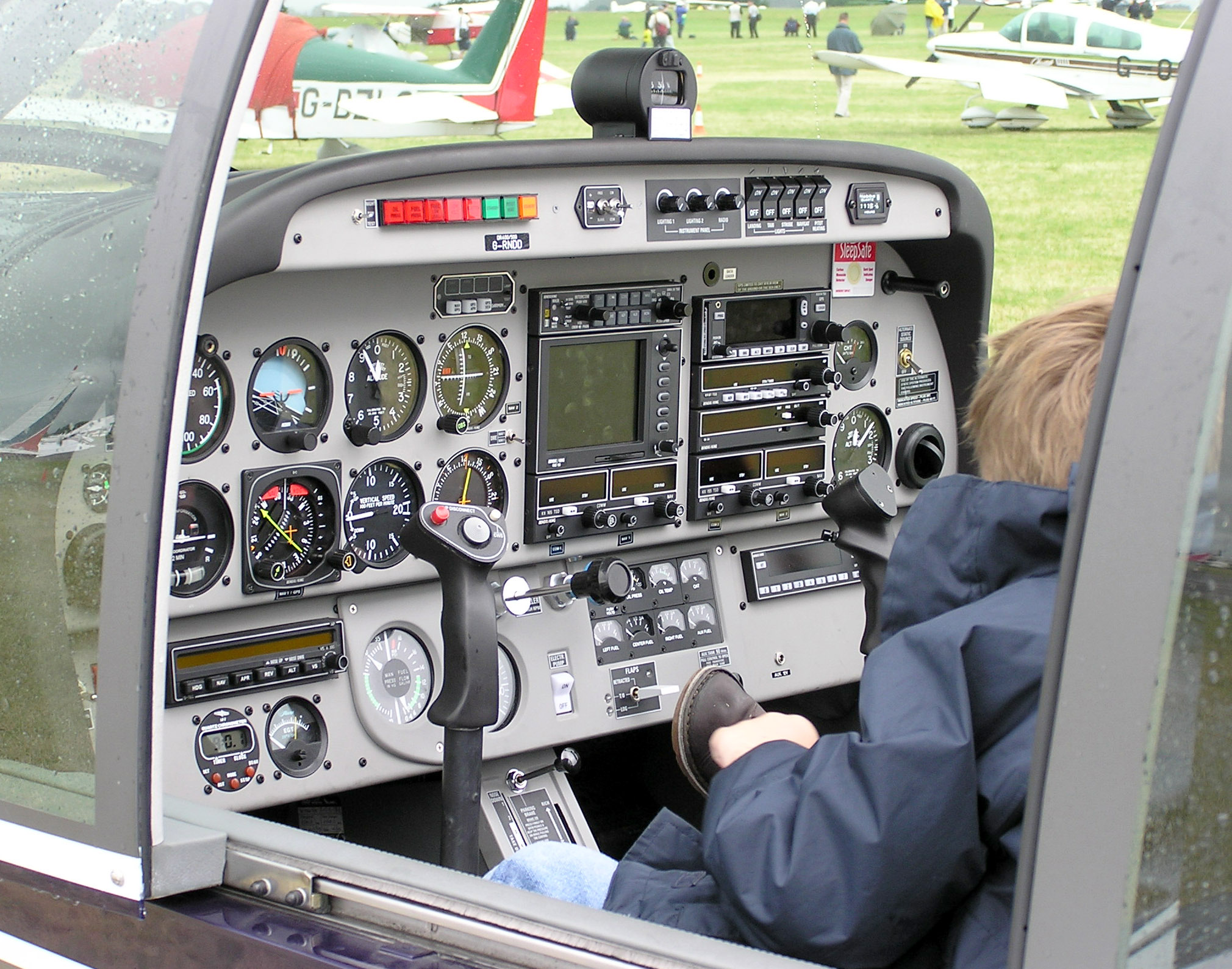
羅賓DR400的飛行儀表

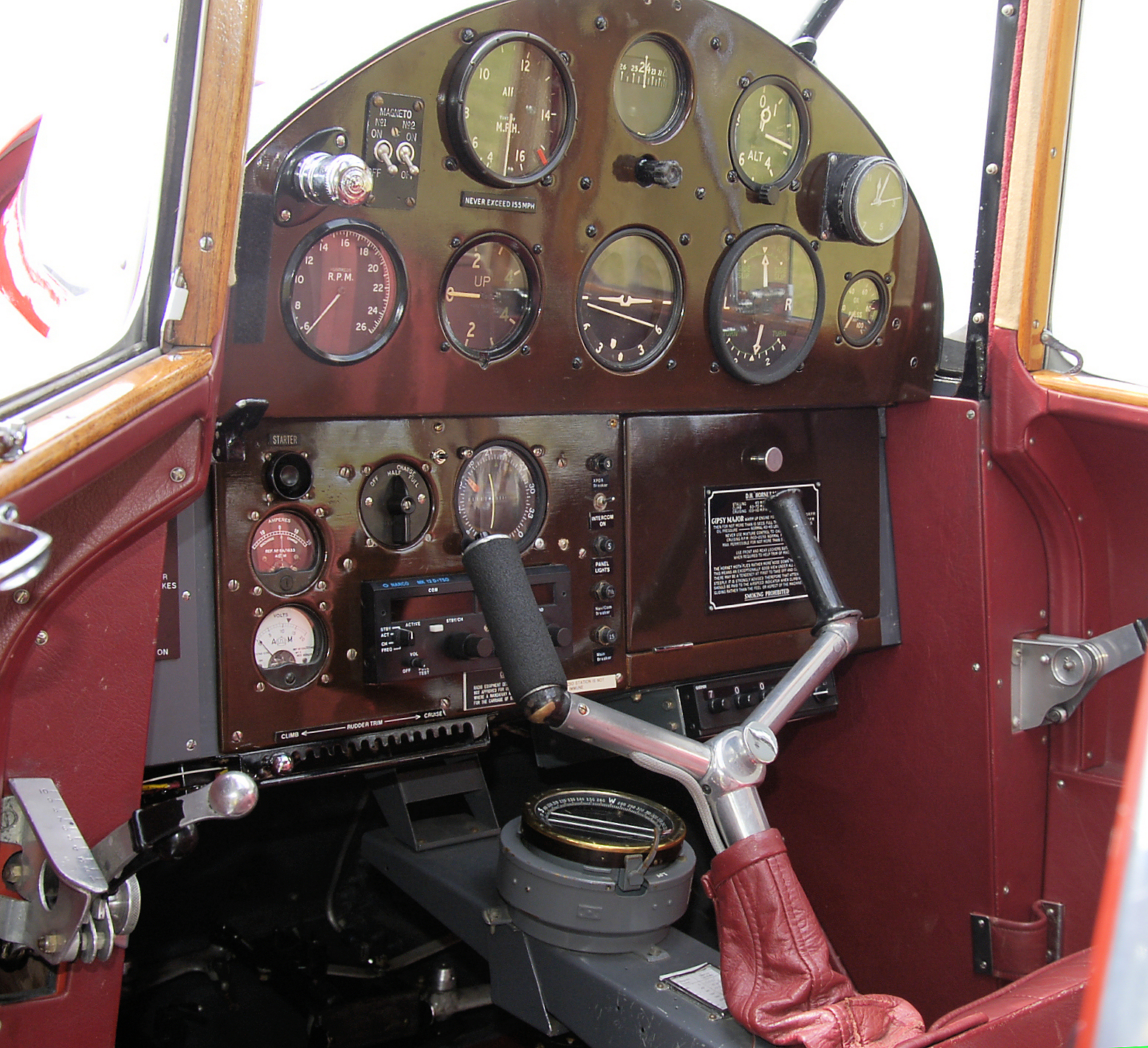
1936年產的德哈維蘭虎蛾機駕駛艙

## 發展歷史
1912年，英國製造商阿弗羅推出一款F型单座試驗機Avro Type F，成為世界上第一架擁有全封閉式座艙設計的飛機，仅造了1架。
1919年，德国容克斯推出全金属的Junkers F 13“安娜丽丝”（Annelise），引领现代客机布局，拥有2个独立舱；前方是驾驶舱，正副双驾驶，座椅并列；后方是4座乘客舱。制造了322架。
然而直至1920年代初期，大部分客機還在採用駕駛艙開放，座艙封閉的設計。當時的軍用雙翼飛機、單引擎飛機、攻擊機普遍採用了開放式的駕駛艙。为抵御高空恶劣的环境，飞行员身穿飞行夹克、头戴飞行帽，外加护目镜和宽大围巾，并成为广受民间追捧的一种摩登潮流。這種状态一直延續到第二次世界大戰結束。
1939，當時封閉式駕駛艙已經非常普遍，飞行员无需再暴露在风雨中，美国泛美航空公司在使用Boeing 314“飞剪式”（Clipper）的跨洋豪华定期航线上，首次为机长、机械师和空乘配置模仿英国海军制服（有袖环无肩章）的着装，一改以往飞行夹克的装束，成为现代航班的特色，亦成为受民间追捧的摩登潮流。

## 飛行儀表
現代飛機駕駛艙通常使用電子化的飛行儀表，一般包括：模式控制面板、主飛行顯示器、導航顯示、發動機指示和機組警告系統/電子中央飛機監控、飛行管理系統和各類備用儀表。

### 模式控制面板（MCP）
指示自動駕駛裝置進行路線、高度、上升下降率和速度等的設備。像是自動駕駛中，若接獲航管人員通知改路線和高度等時，就由這個面板來設定。

### 主飛行顯示器（PFD）
機長和副駕駛擁有各自的PFD，主要顯示飛機的姿態，速度，高度，方位等飛行方面的資訊，還有通過MCP設定的自動駕駛儀的模式資訊也在PFD中顯示

### 發動機指示和機組警告系統/電子中央飛機監控（EICAS/ECAM）
發動機顯示和組員警告系統，儀器板中間的螢幕，顯示飛機發動機和其他系統運轉情況的綜合顯示系統，如發動機每分鐘轉速、溫度、燃油容量，油壓，液壓系統、氣動系統、電子系統、除冰系統，起落架和襟翼等操控面等；

### 飛行管理系統（FMS）
飛行員可以使用FMS輸入並檢查以下信息：飛行計劃，速度控制，導航控制等。